# 2017 في السودان
فيما يلي قوائم الأحداث التي وقعت خلال عام 2017 في السودان.

## سياسة

### تعيين في المنصب
- 2 مارس – بكري حسن صالح رئيس وزراء السودان ‏.

## رياضة
- 1 يناير – الدوري السوداني الممتاز 2017 الفائز نادي الهلال.

## وفيات

### أغسطس
- 12 أغسطس – فاطمة أحمد إبراهيم (مواليد 1933) ناشطة سودانية.